# Jennifer Connelly
Jennifer Lynn Connelly (Cairo (New York), 12 december 1970) is een Amerikaanse filmactrice. Hoewel ze al sinds haar tienerjaren in de filmindustrie actief was, kreeg ze als volwassene nog meer erkenning, vooral door haar werk in Requiem for a Dream (2000) en A Beautiful Mind (2001) waarvoor ze de Academy Award kreeg voor de beste vrouwelijke bijrol.

## Biografie

### Kinderjaren
Connelly werd geboren als dochter van een kledingfabrikant. Jennifer groeide op in Brooklyn Heights in Brooklyn, nabij de Brooklyn Bridge, en ging naar school in St. Ann's School, uitgezonderd vier jaar, waarin het gezin in Woodstock (New York) woonde.
Een kennis stelde Jennifer voor een auditie te doen bij een modellenbureau. Op tienjarige leeftijd ging haar carrière van start in kranten- en tijdschriftadvertenties, daarna in televisiecommercials.
Haar eerste filmrol kreeg ze in de klassieker Once Upon a Time in America, een film van Sergio Leone uit 1984, waar ze een kleinere rol speelde als de jonge Deborah Gelly. Daarna speelde ze haar eerste hoofdrol in Phenomena (1985) van de Italiaanse culthorrorregisseur Dario Argento.

### Vroege filmcarrière
Connelly werd een ster in haar volgende film, de fantasy film Labyrinth (1986). Connelly speelde daarin de rol van Sarah, een tiener die wenste dat haar broertje, een schreeuwende baby, verdween naar een wereld van goblins, geregeerd door goblinkoning Jareth (gespeeld door rockster David Bowie). Doorheen een reeks avonturen die doen denken aan zowel Alice in Wonderland en de Muppets als Monty Python slaagt Sarah er toch in haar broer te redden. Als product van de talenten van Jim Henson, George Lucas, ex-Monty Python-lid Terry Jones en ontwerper Brian Froud, werd de film een stevig succes, en kreeg de film een cultreputatie.
Connelly leek niet meteen een vervolg te vinden voor dit succes. Ze maakte een Japanse popplaat en speelde in verschillende obscure films, Étoile (1989) en Some Girls (1988). De film The Hot Spot, geregisseerd door Dennis Hopper, maakte niet veel indruk, noch bij critici, noch commercieel. Een andere film, Career Opportunities was succesvoller en wordt gezien als een tienercultklassieker, hoewel deze laatste twee films dreigden haar te typeren met een "sexy meid"-stereotype.
Jennifer begon studies Engels aan de Yale-universiteit, maar trok twee jaar later naar de Stanford-universiteit. Uiteindelijk zou ze bij geen van beide instellingen haar studies afronden.
De dure Disney-film The Rocketeer (1991) slaagde er eveneens niet in haar carrière een nieuw elan te geven.
De moody indie-film Far Harbor (1996) toonde haar in een rol die ze niet gewoon was, en gaf tekenen van grotere mogelijkheden dan die ze tot nu toe had vertoond. Connelly begon te verschijnen in kleinere, maar wel hoger ingeschatte films, zoals Inventing the Abbotts (1997) en Waking the Dead (2000). De film Dark City (1998) gaf haar de kans om samen te werken met topacteurs zoals Rufus Sewell, William Hurt, Ian Richardson en Kiefer Sutherland. Connelly greep even terug naar haar ingénue beeld voor de film Pollock (2000), hoewel dit op een gematigder manier was dan vroeger.

### Doorbraak
Connelly's grote doorbraak kwam uiteindelijk met de film Requiem for a Dream uit 2000. De beangstigende experimentele film toonde Connelly en Jared Leto als drugsgebruikers op de rand van een instorting. De film was een succes bij de critici (hoewel hij dat niet was in de zalen), en leverde voor Jennifer Connelly de naam van een serieuze, talentvolle actrice.
Connelly maakte opgang, en haar volgende rol was in Ron Howards film A Beautiful Mind (2001). Jennifer waagde zich aan de rol van Alicia Nash, de lankmoedige echtgenote van de briljante wiskundige John Forbes Nash jr. (gespeeld door Russell Crowe), die aan schizofrenie lijdt. De film, die gebaseerd was op echtgebeurde feiten, was een succes in de kritieken en een commerciële hit en leverde Connelly een Academy Award voor beste vrouwelijke bijrol op.
Connelly speelde een hoofdrol in twee films in 2003: Hulk en House of Sand and Fog. Hulk was enigszins een ontgoocheling aan de cinemakassa's, maar gaf Connelly de gelegenheid om samen te werken met de beroemde regisseur Ang Lee. House of Sand and Fog, gebaseerd op een roman van Andre Dubus III, deed herinneren aan haar onafhankelijke filmwerk van eind jaren 90.
Connelly's volgende film was Dark Water (2005). Dark Water, gebaseerd op een Japanse film, was een uitstapje naar subtiele horror.

### Privéleven
Connelly is getrouwd met de Engelse acteur Paul Bettany, die ze ontmoette toen ze werkte aan A Beautiful Mind. De zoon van het koppel werd geboren op 5 augustus 2003. Hun dochter werd geboren op 31 mei 2011. Ze heeft een oudere zoon uit een vroegere relatie met fotograaf David Dugan.
Jennifer Connelly was tevens het gezicht voor het gereputeerde modehuis Balenciaga voor hun campagne van Spring/Summer 08.

## Filmografie
- Top Gun: Maverick (2022) - Penny Benjamin
- Alita: Battle Angel (2019) - Chiren
- Only the Brave (2017) - Amanda Marsh
- Spider-Man: Homecoming (2017) - Karen (stem)
- American Pastoral (2016) - Dawn Levov
- Shelter (2014) - Hannah
- Noah (2014) - Naameh
- Winter's Tale (2014) - Virginia Gamely
- Aloft (2014) - Nana Kunning
- Stuck in Love (2012) - Erica
- Salvation Boulevard (2011) - Gwen Vandermeer
- The Dilemma (2011) - Beth
- Virginia (2010) - Virginia
- 9 (2009) (stemrol) - #7
- Creation (2009) - Emma Darwin
- He's Just Not That Into You (2009) - Janine
- Inkheart (2008) - Roxanne
- The Day the Earth Stood Still (2008) - Helen Benson
- Reservation Road (2007) - Grace Learner
- Blood Diamond (2006) - Maddy Bowen
- Little Children (2006) - Kathy Adamson
- Dark Water (2005) - Dahlia Williams
- House of Sand and Fog (2003) - Kathy Nicolo/Lazaro
- Hulk (2003) - Betty Ross
- A Beautiful Mind (2001) - Alicia Nash
- Pollock (2000) - Ruth Kligman
- Requiem for a Dream (2000) - Marion Silver
- Waking the Dead (2000) - Sarah Williams
- Dark City (1998) - Emma Murdoch
- Inventing the Abbotts (1997) - Eleanor Abbott
- Far Harbor (1996) - Ellie
- Mulholland Falls (1996) - Allison Pond
- Higher Learning (1995) - Taryn
- Of Love and Shadows (1994) - Irene
- The Rocketeer (1991) - Jenny
- Career Opportunities (1991) - Josie McClellan
- The Hot Spot (1990) - Gloria Harper
- Étoile (1989) - Claire Hamilton / Natalie Horvath
- Some Girls (1988) - Gabriella
- Inside the Labyrinth (1986) - documentaire - Zichzelf
- Labyrinth (1986) - Sarah
- Seven Minutes in Heaven (1985) - Natalie Becker
- Dario Argento's World of Horror (1985) (horrordocumentaire, archiefmateriaal Phenomena) - Zichzelf
- Phenomena aka Creepers (1985) (eerste hoofdrol) - Jennifer Corvino
- Once Upon a Time in America (1984) (filmdebuut) - Jonge Deborah

### Televisie
- Duran Duran - "Union of the Snake" (1984) (videoclip)
- Duran Duran - "As the Lights Go Down" (1984) (concertfilm)
- Claudio Simonetti - "Jennifer" (met Elena Pompei) (1985) (videoclip voor Phenomena)
- Joe Satriani - "Always With Me, Always With You" (1987) (videoclip)
- Roy Orbison - "I Drove All Night" (met Jason Priestley) (1992) (videoclip)
- The Heart of Justice (1992) (televisiefilm) - Emma Burgess
- The $treet (2000–2001) (televisieserie) - Catherine Miller
- Snowpiercer (2020-2022) (televisieserie) - Melanie Cavill

## Discografie
- Monologue of Love (愛のモノローグ) (single, 1986)
- Jennifer's X'mas (EP/single, 1986)